# Domachowo (województwo pomorskie)
Domachowo (niem. Domachau, kaszb. Domôchòwò) – osada w Polsce położona w województwie pomorskim, w powiecie gdańskim, w gminie Trąbki Wielkie.
Miejscowość położona przy drodze wojewódzkiej nr 226, stanowi sołectwo gminy Trąbki Wielkie.
W latach 1975–1998 miejscowość administracyjnie należała do województwa gdańskiego.

## Historia
Wieś a obecnie osada, notowana w dokumentach źródłowych od roku 1389 jako von Domach. Pod nazwą Domachowo występuje w dokumentach w roku 1534. Słownik geograficzny Królestwa Polskiego z roku 1880 wymienia wieś Domachowo alias Dommachau, jako stare dobra rycerskie w powiecie gdańskim, parafii Pręgowo. W drugiej połowie XIX wieku ziemi ornej  było 1077 mórg. Ludność według wyznań: katolików 36, ewangelików 38, Domów mieszkalnych w liczbie 4 budynki. W roku 1650 posiadaczem był  Hertmański, w roku 1766 Prądzyński, asesor tucholski, w roku 1789 Kazimierz Zboiński. 